# Walter Schmidt (Fußballspieler, 1928)
Walter Schmidt (* 2. Mai 1928) war Fußballspieler und Fußballtrainer in der DDR. Als Spieler wurde er mit Turbine Halle DDR-Meister und mit dem SC Chemie Halle-Leuna DDR-Pokalsieger. Als Trainer führte er den Halleschen FC Chemie in den UEFA-Pokalwettbewerb.

## Fußball-Laufbahn

### Spieler
Als 22-Jähriger stieß Walter Schmidt 1950 zum DDR-Oberligisten Turbine Halle. Nach einem enttäuschenden sechsten Platz nach Abschluss der Oberligasaison 1950/51 konnte Halle 1951/52 an den Erfolg von 1949 anknüpfen, als man Ostzonenmeister wurde, und gewann die DDR-Meisterschaft. Walter Schmidt gehörte als rechter Halbstürmer zum so genannten „magischen Quadrat“ mit den Läufern Rappsilber, Knefler und dem linken Halbstürmer Schleif, den Garanten des Meisterschaftserfolgs. Im Herbst 1951 gehörte Schmidt auch zum Kader der „Fußball-Kernmannschaft“ des Deutschen Sportausschusses, dem Vorläufer der späteren Fußballnationalmannschaft der DDR. In der folgenden Spielzeit 1952/53 erlebte Turbine einen überraschenden Absturz, konnte sich mit Platz 13 unter 17 Mannschaften knapp vor dem Abstieg retten. Danach war Schmidt einer der wenigen Spieler, die die Mannschaft nicht aus Enttäuschung über die Niederschlagung des Volksaufstandes vom 17. Juni 1953 verließen. Trotz des Aderlasses konnte sich Turbine Halle 1953/54 in der Oberliga halten. Im Sommer 1954 mussten die Fußballspieler der BSG Turbine zur Fußballsektion des neu gegründeten SC Chemie Halle-Leuna wechseln. Obwohl mit Otto Werkmeister, Karl Ebert und Walter Schmidt noch drei Meisterspieler die Saison 1954/55 bestritten, mussten die Fußballer des neuen Klubs zum Saisonende aus der Oberliga absteigen. Unter Mitwirkung von Walter Schmidt stieg der Klub 1956 umgehend wieder auf. Außerdem gelang den Hallensern das Kunststück, als Zweitligist den DDR-Fußballpokal zu gewinnen. Mit Schmidt als halblinken Stürmer und Mannschaftskapitän besiegte der SC Chemie im Endspiel am 16. Dezember 1956 den Oberligisten ASK Vorwärts Berlin mit 2:1. Schmidt blieb zwei weitere Jahre mit Chemie in der Oberliga aktiv, Ende 1958 beendete er nach sieben Oberliga-Spielzeiten, in denen er 153 Punktspiele bestritten und 16 Tore erzielt hatte, seine Laufbahn als Fußballspieler.

### Trainer
Als Trainer beim Fünftligisten Stahl Hettstedt setzte Schmidt seine Fußball-Laufbahn fort. 1962 führte er die Stahlwerker in die Bezirksliga Halle, in der sich die Mannschaft bis zu seinem Weggang 1967 halten konnte. 1965 wurde Hettstedt unter Schmidts Führung Bezirkspokalsieger und nahm an der DDR-Pokalsaison 1965/66 teil. Dort trotzte die Mannschaft dem Zweitligisten Dynamo Eisleben in der 1. Runde ein 2:2 ab und unterlag erst im Wiederholungsspiel mit 3:5. 1967 ging Schmidt nach Halle zurück, wo er beim Nachfolgeklub des SC Chemie, dem Halleschen FC Chemie Juniorentrainer wurde. 1969 führte er die Hallenser Junioren zur DDR-Juniorenmeisterschaft. Dieser Erfolg veranlasste die Klubverantwortlichen, Schmidt in der Saison 1969/70 als Trainer der Oberligamannschaft einzusetzen, die in der Vorsaison nur knapp dem Abstieg entronnen war. Nach einem 10. Platz in seiner ersten Saison als Oberligatrainer führte Schmidt den HFC 1970/71 überraschend auf den dritten Platz und damit in den UEFA-Pokalwettbewerb 1971/72. Dort erlebte er in der 1. Runde die Brandkatastrophe vor dem Rückspiel bei der PSV Eindhoven, bei dem sein Spieler Wolfgang Hoffmann ums Leben kam. Der HFC zog daraufhin seine Mannschaft aus dem Wettbewerb zurück. 1973 stieg Schmidt mit dem HFC aus der Oberliga ab und wurde von Günter Hoffmann abgelöst. Anschließend war er nicht mehr im höherklassigen Fußballgeschehen vertreten.

## Auszeichnungen
Ende Januar 1954 nahm Schmidt in Leipzig vom Stellvertreter des Ministerpräsidenten der DDR, Walter Ulbricht, die staatliche Auszeichnung Meister des Sports entgegen und war somit einer von neun Fußballspielern, die an jenem Tag diese Ehrung erhielten.